# Arne Winskog
Sven Arne Winskog, född 5 maj 1928,i Maria Magdalena församling på Södra barnbördshuset i Stockholm, hemmahörande i Spånga församling, död 20 november 2017 i Motala distrikt, var en svensk arkitekt.
Winskog, som var son till handlanden Arvid Winskog och Inez Ekelöf, var uppväxt i Lidingö och utbildad vid Kungliga Tekniska högskolan. Efter tidigare anställningar blev han tillförordnad biträdande länsarkitekt under Torsten Josephson i Stockholms län  1963, var vice stadsarkitekt under Erik Larsson i Gävle stad 1966–1967, var stadsarkitekt i Nybro stad/kommun från 1967 till 1976, då han blev stadsarkitekt i Motala kommun.